# Cidabenque
Cidabenque es una aldea perteneciente a la jurisdicción del Municipio de Melchor de Mencos, departamento de El Petén, República de Guatemala.

## Toponimia
El topónimo  «Cidabenque» proviene de la frase en idioma inglés «Cedar Bench» (español: «banco de cedro»), porque en este lugar hubo un aserradero cuyo principal producto era cedro, madera preciosa muy apreciada en diversos mercados del mundo; este aserradero era propiedad de ingleses establecidos en la región de Belice quien extraín la madera sin autorización por parte del gobierno de Guatemala, que en ese tiempo no tenía control sobre esta parte del territorio debido a lo remoto e inhóspito de la región.

## Geografía física

### Ubicación geográfica
La aldea Cidabenque se localiza a una distancia de 14 km de la cabecera municipal de Melchor de Mencos. Para llegar a la comunidad partiendo desde Melchor de Mencos, se recorren 12 km de asfalto hasta el lugar denominado La Orquetera o Los Orqueteros, y luego se toma el desvío a la izquierda completanto el viaje de 2 km sobre terracería.